# Georg Bodecker
Georg Bodecker (* 1550; † 1618 in Dresden) war ein kurfürstlich-sächsischer Beamter und Dresdner Ratsherr und Bürgermeister.

## Leben

### Familie
Georg Bodecker war Sohn des Mundkochs Herzog Augusts, Jobst Bodecker. Sein Vater hatte 1548 das Dresdner Bürgerrecht erhalten und gehörte ab 1563 dem Rat an. Auch Georg wurde 1585 Bürger der Stadt. Als kurfürstlicher Kammerschreiber genoss er ein hohes Ansehen. 1578 wurde ihm ein Wappenbrief verliehen. Am 11. Juni 1594 erfolgte eine sogenannte „Wappenbesserung“, gleichzeitig wurde Georg gemeinsam mit seinem Bruder Hans in den Reichsadelsstand erhoben. Das Bodecker verliehene Wappen, welches später auch seine Nachfahren nutzen durften, zeigte in blau den Kopf und Rumpf eines Türken, dessen Turban von einem Pfeil durchschossen ist.

### Politisches Wirken
Als Beamter und Kammerschreiber der sächsischen Kurfürsten gehörte Bodecker der Hofkanzlei an und war u. a. an den Untersuchungen gegen den sächsischen Kanzler Nikolaus Krell beteiligt. Krell wurde 1591 auf Betreiben der lutherischen Kräfte unter dem Vorwand des Kryptocalvinismus verhaftet und 1601 in Dresden hingerichtet. 1597 ist Bodecker erstmals als Mitglied des Dresdner Rates erwähnt und war zunächst Stadtrichter. Ein Jahr später wurde er Spitalmeister des Bartholomäus-Hospitals, eines der drei großen Dresdner Hospitäler. Historische Quellen im Ratsarchiv belegen, dass Bodecker nach seiner Amtsübernahme erhebliche Versäumnisse seines verstorbenen Vorgängers Nicol Droß bemerkte. Dieser hatte es versäumt, korrekte Spitalrechnungen und Inventarverzeichnisse zu erstellen. Außerdem fehlte „einiger Vorrath an gelde, Getreidicht, Küchenspeise noch andern, außgenommen drey Kühe ...“. Bodecker bemühte sich deshalb um Regulierung durch die Erben von Droß, letztlich jedoch ohne Erfolg.
Im Jahr 1607 wurde er zu einem drei Bürgermeister Dresdens gewählt und hatte nach dem in der Ratsordnung vorgesehenen Wechsel regierender – sitzender – ruhender Bürgermeister dieses Amt erneut  1610, 1613 und 1616 inne. Ein Jahr später ist er letztmals im Verzeichnis der Ratsherren aufgeführt.